# Karrakatta

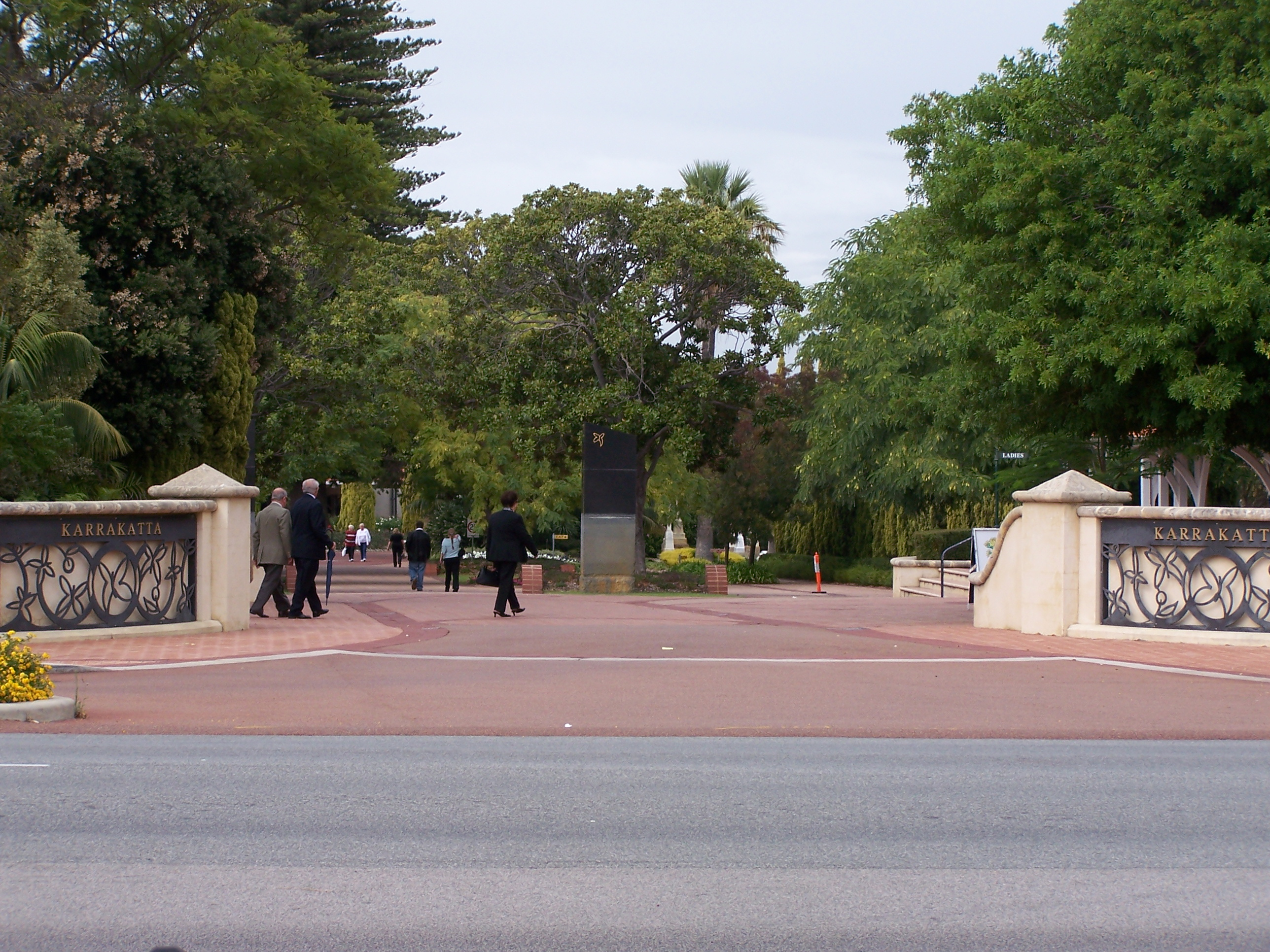
Entrée du cimetière de Karrakatta.

Karrakatta est un cimetière métropolitain situé à Perth en Australie. Le cimetière a ouvert en 1899 et il attire plus d'un million de visiteurs chaque année. 
Parmi les personnes célèbres qui y sont enterrées, on retrouve Heath Ledger, l'ancien Premier ministre de l'Australie John Curtin, Sir John Forrest, Auber Octavius Neville et Paul Hasluck.